# Faceless World
| Recensione             | Giudizio |
| ---------------------- | -------- |
| AllMusic               |          |
| Encyclopaedia Metallum | 80/100   |
| Truemetal.it           | 85/100   |

Faceless World è il terzo album della band heavy metal tedesca U.D.O., pubblicato nel 1990.
Il disco, è stato prodotto dall'ex batterista degli Accept e grande amico di Udo stesso, Stefan Kaufmann.

## Tracce
1. Heart of Gold
2. Blitz of Lightning
3. System of Life
4. Faceless World
5. Stranger
6. Restricted Area
7. Living on a Frontline
8. Trip to Nowhere
9. Born to Run
10. Can't Get Enough
11. Unspoken Words
12. Future Land

## Formazione
- Udo Dirkschneider: voce
- Mathias Dieth: chitarra
- Thomas Smuszynski: basso
- Stefan Schwarzmann: batteria